# Gustav Bülau
Gustav Bülau (* 6. September 1799 in Hamburg; † 20. Juli 1857 ebenda) war ein deutscher Arzt.

## Leben und Wirken
Gustav Bülau studierte von 1819 bis 1822 Medizin an der Universität Halle. Er wurde dort 1822 mit der Arbeit De natura curationeque febris puerperalis (Über die Natur und die Heilung des Kindbettfiebers) promoviert und arbeitete anschließend als praktischer Arzt in seiner Heimatstadt. 1824 nahm er eine Tätigkeit im Allgemeinen Krankenhaus an und erhielt dort 1839 eine Stelle als „Hospitalarzt“. In dieser Funktion leitete er die Abteilung für innere Krankheiten und die ärztliche Direktion. Zudem war er mit der Irrenstation betraut und in die Planungen der ab 1861 errichteten Irrenanstalt einbezogen.
Bülau galt als hervorragender Arzt, der im Krankenhaus St. Georg neueste Untersuchungsmethoden einführte, jedoch kaum publizierte. Er saß den wissenschaftlichen Verhandlungen des Ärztlichen Vereins vor, wo er Krankenberichte referierte und wissenschaftlich relevante Präparate demonstrierte.
Sein Sohn, Gotthard Bülau war auch Arzt. Nach ihm ist die von ihm 1875 erstmals eingesetzte Bülau-Drainage benannt. An Gustav Bülau erinnert seit 1892 die Bülaustraße in Hamburg-St. Georg.